# Elizabeth Reaser
Elizabeth Ann Reaser, född 15 juni 1975 i Bloomfield, Michigan, är en amerikansk skådespelare.  
Elizabeth Reaser är kanske mest känd för sin medverkan år 2005 i långfilmerna Stay (2005) och Välkommen till familjen (2005) samt TV-serien Saved (2006) och sin gästroll i Grey's Anatomy. Hon hade huvudrollen i CBS-serien The Ex-List, där hon spelade huvudrollen Bella Bloom. Reaser har också spelat Esme Cullen i filmen Twilight, baserad på romanen skriven av Stephenie Meyer.
Elizabeth Reaser fick priset "Jury Award" i Newport Beach Film Festival 2006 för sin insats i filmen Sweet Land, och under 2007 var hon nominerad till en Independent Spirit Award som bästa kvinnliga huvudroll i samma film. Reaser också nominerats till en Emmy Award för Outstanding Guest Actress i en dramaserie för gästrollen i TV-serien Grey's Anatomy. Hon spelade då en oidentifierad gravid kvinna som lider av minnesförlust.

## Filmografi
- 2000 – Sopranos (TV-serie) (ett avsnitt, avsnittet "D-Girl")
- 2001 – The Believer
- 2001 – Thirteen Conversations About One Thing
- 2002 – Emmett's Mark
- 2005 – Stay
- 2005 – Sweet Land
- 2005 – Välkommen till familjen
- 2006 – Puccini for Beginners
- 2006 – Saved (TV-serie) (13 avsnitt)
- 2007 – Purple Violets
- 2007–2008 – Grey's Anatomy (TV-serie) (18 avsnitt)
- 2008 – Twilight
- 2008–2009 – The Ex List (TV-serie) (13 avsnitt)
- 2009 – The Twilight Saga: New Moon
- 2010 – The Twilight Saga: Eclipse
- 2010–2012 – The Good Wife (TV-serie) (sju avsnitt)
- 2011 – The Art of Getting By
- 2011 – The Twilight Saga: Breaking Dawn - Part 1
- 2011 – Young Adult
- 2012 – Liberal Arts
- 2012 – The Twilight Saga: Breaking Dawn - Part 2
- 2014 – True Detective (TV-serie) (ett avsnitt, avsnittet "The Secret Fate of All Life")
- 2015 – Mad Men (TV-serie)
- 2016 – Ouija: Origin of Evil